# چار راجیبپور
چار راجیبپور (به لاتین: Char Rajibpur) یک منطقهٔ مسکونی در بنگلادش است که در ناحیه کوریگرام واقع شده‌است. چار راجیبپور ۱۱۱٫۰۳ کیلومتر مربع مساحت و ۵۸٬۰۴۹ نفر جمعیت دارد.